# Веденяпіно (селище, Пачелмський район)
Веденя́піно (рос. Веденяпино) — селище у складі Пачелмського району Пензенської області, Росія.
Населення — 7 осіб (2010; 11 у 2002).
Національний склад станом на 2002 рік:
- росіяни — 91 %